# Leiocephalus greenwayi
Leiocephalus greenwayi е вид влечуго от семейство Leiocephalidae. Видът е световно застрашен със статут Уязвим.

## Разпространение
Разпространен е в Бахамските острови.